# Моргун Микола Іванович
Микола Іванович Моргун (28 січня 1914  — † 6 червня 1986)  — Герой Радянського Союзу (1943), у роки німецько-радянської війни командир мінометного взводу 568-го стрілецького полку 149-ї стрілецької дивізії 65-ї армії Центрального фронту.

## Біографія
Народився в с. Плисове (нині Лозівського району Харківської області) у родині селянина-бідняка. Українець. У семилітньому віці осиротів, ним опікувався дід. Після закінчення неповної середньої школи працював у колгоспі «Червоне поле», потім поїхав у Донбас, де влаштувався коногоном на одній із шахт поблизу станції Амвросіївка.
З 1935 року служив у Червоній Армії. Після служби в артилерійських частинах на Далекому Сході в 1939 році повернувся до рідного села, закінчив ветеринарні курси й працював у колгоспі за фахом.
У роки Другої світової війни пройшов шлях від рядового солдата до капітана, командира кулеметної роти.
Воював під Вязьмою, де отримав перше поранення, під Сталінградом, на Центральному фронті.
16 жовтня 1943 року в районі селища Лоєв Гомельської області Білорусі лейтенант Микола Іванович Моргун, командир мінометного взводу 568-го полку 149-ї стрілецької дивізії, отримав наказ — переправитися зі своїми бійцями на правий берег Дніпра й разом зі стрілецьким взводом захопити плацдарм та утримати його до підходу всієї частини. Під час форсування мінометники потрапили під артилерійський і кулеметний обстріл. Човен було підбито, довелося використати надувний, який теж отримав пробоїну. Кілька бійців загинули. Закінчувати переправу довелося вплав. Увірвавшись у ворожі траншеї, бійці вступили в рукопашний бій. Їм удалося захопити німецьку батарею великокаліберних мінометів, яку вони одразу ж використали, відбиваючи контратаки ворога й утримуючи захоплений плацдарм.
За мужність і відвагу, виявлені під час форсування Дніпра, увесь склад мінометного взводу було нагороджено орденами й медалями, а лейтенанту Миколі Івановичу Моргуну Указом Президії Верховної Ради СРСР від 30 жовтня 1943 року було присвоєно звання Героя Радянського Союзу із врученням ордена Леніна й медалі «Золота Зірка» (№ 1598).
Брав участь у боях за визволення України. Під Львовом його було поранено, довго лікувався в госпіталях.
У післявоєнні роки інвалід Другої Світової війни капітан запасу Микола Іванович Моргун жив у місті Лозова Харківської області.Закінчив заочне відділення Дніпропетровського фінансово-кредитного технікуму й багато років був завідувачем Лозівської центральної ощадної каси. Його неодноразово обирали депутатом Лозівської міської ради депутатів трудящих.

## Нагороди
Нагороджений орденом Леніна, орденами Вітчизняної війни 1-го та 2-го ступеня, Червоної Зірки, медалями.